# Panissienne
La Panissienne è un'antica danza popolare diffusa nelle valli a cavallo tra la provincia di Savona e quella di Cuneo.

## Origini
La sua diffusione è documentata a partire dal XIX secolo ma si ipotizza che il ballo risalga al XIII secolo. 
Negli anni 70 lo studioso Arturo Freschetti aveva ipotizzato che il ballo fosse nato nel contesto dalla corte dei Marchesi Del Carretto in particolare da Enrico II del Carretto rimasto molto colpito delle tradizionali Fest-noz bretoni.
Più recentemente altre ricerche hanno voluto rintracciare in questa danza l'origine del nome del piatto tipico ligure a base di ceci: la panissa.

## Descrizione
La danza si esegue su un tempo in 4/4
Posizione di partenza: in cerchio, i ballerini si tengono per mano alternati dama-cavaliere, rivolti verso l'interno
- Nei primi otto tempi i ballerini tenendosi per mano avanzano verso il centro del cerchio partendo col piede destro per quattro passi, per poi tornare alla posizione di partenza arretrando per altri quattro passi.
- Nei successivi otto tempi i ballerini ruotano lungo il cerchio in senso orario, rivolti verso il centro, con passo incrociato, partendo col piede destro.
- Altri otto tempi avanzando e arretrando.
- Otto tempi di dondolio sul posto, cambiando peso tra piede destro e piede sinistro, partendo a destra.
- Si ripete tutto dall'inizio.
- Si fanno quattro giri di Scottish, con un cambio di coppia al secondo e al quarto giro: il cavaliere, dopo aver fatto ruotare la dama sul posto in senso orario la lascia al cavaliere che è alla sua destra.